# Balatonfüredi Pedagógus Konferencia
A Balatonfüredi Pedagógus Konferencia 1956. október 1–6. között, a Petőfi Kör első pedagógusvitáját követően mintegy 60 szakember részvételével megtartott tanácskozás, amelyet a pedagógiai kutatómunka országos tématervének megvitatására a Pedagógusok Szakszervezete hívott össze balatonfüredi üdülőjébe.
A jelentősége abban állt, hogy az ötvenes évek hazai neveléstudomány szakemberei kritika alá vették az elmúlt közel egy évtized káros pedagógiai gyakorlatát, ugyanakkor felvázolták a szocialista keretek közötti megújulás irányát.

## Megnyitó ülés (október 1.)
A konferenciát Kónya Albert oktatásügyi miniszter nyitotta meg. Székely Endréné, a Magyar Dolgozók Pártja Központi Vezetőségének munkatársa a konferencia céljáról és létrejöttének körülményeiről adott tájékoztatást. Az elnök Tettamanti Béla szegedi tanszékvezető egyetemi tanár, a Magyar Paedagogiai Társaság visszaállítását sürgette. Mérei Ferenc akadémiai kutató méltatva, hogy a tanácskozáson az oktatásügyi miniszter is jelen volt, ezért arról szólt, hogy

 „…oktatásügyi kormányzatunk munkájában, az elmúlt hat esztendőben művelődéspolitikai koncepció szinte egyáltalán nem volt…
  Az önálló magyar művelődéspolitika felszámolásában a dogmatizmus alapelve az a sztálini tétel volt, hogy a szocialista kultúra tartalmában szocialista, formájában nemzeti…
  Ez a sztálini tétel ugyanis azt jelenti, hogy kultúránk használja ám a nemzeti nyelvet, a nemzeti stílust, képzőművészetünk a nemzeti díszítő motívumokat, s általában a külsőség mindenütt legyen nemzeti –, de a tartalom legyen szocialista!!
  Mi lett ennek a következménye? A művelődés formája magyar ügy, de a tartalma nem az! A nevelés nyelve magyar, de a nevelés tartalmát a Kairov-könyv határozza meg. Ilyen körülmények között nem volt szükség magyar művelődéspolitikára, hiszen a Szovjetunió közoktatásügyi intézkedéseit, rendeleteit, éppen csak alkalmazni kellett a magyar viszonyokra. S ez az alkalmazás bizony gyakran nem is jelentett többet, mint a nemzeti nyelvet és a nemzeti díszítő elemeket.”
Nagy Sándor, a Pedagógiai Tudományos Intézet igazgatója tájékoztatott az országos kutatási tematikával kapcsolatos 1956. augusztus 31-i kommunista aktíváról, és jelentést adott az aktíva által kiküldött koordinációs bizottság munkájáról.
A megnyitó és a hozzászólások elhangzása után Ravasz Jánosnak, a Pedagógiai Tudományos Intézet tudományos munkatársának javaslatára a plénum elhatározta, hogy  Prohászka Lajost, Vajda György Mihályt, Kiss Árpádot, Földes Évát, Várkonyi Dezsőt és Szemere Samut a tanácskozásra táviratilag meghívja.

## Első plenáris ülés (október 2.)
az elnök a konferencia vezetősége nevében javaslatot tett a plenáris ülések tematikájáira és vitaevezőire:

1. a tudománypolitikai kérdései (Zibolen Endre);
2. a pedagógia alapvető problémái (Faragó László);
3. a pedagógiai kutatás módszere (Mérei Ferenc)

Az értekezlet a javaslatot elfogadta.
1. a tudománypolitikai kérdései (Zibolen Endre)
A  magyarországi pedagógiai élet 1945 utáni fejlődésében

– az első szakasz, a „pedagógiai koalíció” 1945-től 1948-ig terjedt. Először 1947-ben jelentkezett sajátos problémaként a kommunista pedagógia, egyrészt Révai József A demokratikus nevelés szelleme című előadásában, másrészt Makarenko ekkoriban Új ember kovácsa címen megismert művében. A „Pedagógiai hősköltemény” távlatokat nyitott, azonnal követte azonban a „Válogatott pedagógiai tanulmányok” megjelentetése (1948), amely már bizonyos tekintetben a szerző munkásságának hanyatló korszakát tükrözte.
– a második szakaszban –, ami 1948-cal kezdődött és 1950-ig tartott – a pedagógia a napi politika szolgálatára kényszerült. Mindemellett ebben az időben eredmények is születtek a hazai pedagógiában, nem utolsósorban az Országos Neveléstudományi Intézetben. Később azonban megszűnt az Országos Neveléstudományi Intézet. Már 1949-ben megbénult az Magyar Paedagogiai Társaság tevékenysége és 1950-ben formailag is feloszlatták.
– a harmadik szakaszban a steril szovjet fordítások ideje 2-3 esztendeig tartott, és az 1950. március 29-i határozattal kezdődött. Ekkor még a erősebb, és kártékonyabb volt a közvetlen politikai beavatkozás. Ám az 1953-as fordulat, illetve a fordulat nyomán létrejött Pedagógiai Tudományos Intézet, sem jelentett érdemben új szakaszt. Az előadó véleménye szerint a változásra 1956-ban – a Pedagógiai Konferenciával is – kerülhet sor. A XX. kongresszus megnyitotta távlatokkal neveléstudományunk tudjon élni! Biztosítani kell a szakma tudományos önállóságát!

## Második plenáris ülés (október 3.)
2. a pedagógia alapvető problémái (Faragó László)
a vitát bevezető előadó szerint, a pedagógia művelői bizonyos kérdésekkel szemben mélyreható vizsgálat nélkül egyszerűen az elvetés álláspontjára helyezkedtek. Újabb keletű szakirodalmi példákon szemléltette az ilyen eljárás következményeit. Kritikai megjegyzéseinek hitelét csak erősítette az a tudásbeli fölény, amelyről érvelése akaratlanul is tanúskodott.
3. a pedagógiai kutatás módszere (Mérei Ferenc)
a bevezető előadás abból indult ki, hogy az elmúlt időszakban (az 1950-es évek első felében) a pedagógiai kutatások arányai eltorzultak.
  „A célrendszer és az eszközrendszer kutatásának aránya eltolódott a célrendszer javára. Kutatóink túlságos sokat foglalkoztak a nevelés céljával, már pedig meggyőződésem szerint a kutatásnak nem ez a fő területe. Legfontosabb dolgunk nem az, hogy a nevelés célját tudományosan meghatározzuk, nem is az, hogy a neveléstudomány alapfogalmait tisztázzuk. Főfeladatunk inkább az eszközrendszer meghatározása… Nem az a kutatás problémája, hogy szocialista embert, vagy kommunista embert akarunk nevelni… Tőlünk, a neveléstudomány munkásaitól azt kérdezik: hogyan, milyen eszközökkel lehet elérni… a célt… Ez a hogyan pedig az eszközrendszer kérdése. Egyik feladatunk tehát az, hogy célrendszer és eszközrendszer megbillent arányát helyreállítsuk és a kutatásokat fokozottan az eszközrendszer irányába toljuk.”
Nem titkolta, hogy legrokonszenvesebbnek a kísérleti iskolákat tartja: így pl. Freinet módszerét, és megemlítette még a budapesti Pedagógiai Főiskolát.
A konferencia vezetősége által kitűzött minden téma előadását követő vita igen gazdag és élénk volt. A 2. és 3. téma vitájába bekapcsolódtak a táviratilag meghívottak közül azok, akik elfogadták a meghívást.

## Harmadik plenáris ülés (október 6.)
Délelőtt folytatódott a 2. és 3. téma együttes vitája.
Délután – Záróülés
Érdemi észrevétel nélkül fogadták el október 6-án az e célból kiküldött bizottság  szövegtervezetét, a zárónyilatkozatot, mely a füredi platform címen vált ismertté, és viszonylag gyorsan, a Köznevelés október 15-i számában, teljes terjedelmében megjelent.
A konferencia munkanapjain (október 2., 3., 5.) délutánonként előre tervezett szakbizottsági (didaktika, neveléslélektan, neveléstörténet, neveléselmélet) ülések voltak. Két este (október 2., 5.) programon kívüli megbeszélés, vita ( új kollégiumi mozgalom; nevelőképzés)  volt. Október 4-én egész-napos balatoni kirándulást szerveztek a konferencia résztvevőinek. Október 5-én délelőtt a táborvezetői rendezték a konferencián készített hangfelvételek szalagjait, jegyzőkönyvvázlatokat és egyéb írásos anyagokat; a konferencia résztvevői szabad egyéni, vagy csoportos (szakmai) beszélgetéseket folytattak.